# Hemipenthes divisa
Hemipenthes divisa är en tvåvingeart som först beskrevs av Walker 1852.  Hemipenthes divisa ingår i släktet Hemipenthes och familjen svävflugor. Inga underarter finns listade i Catalogue of Life.